# Campeonato Mundial Femenino de Ajedrez 1993
El 26º Campeonato mundial femenino de ajedrez se desarrolló entre octubre y noviembre de 1993 en Montecarlo. Esta edición enfrentó a la campeona Xie Jun contra Nana Ioseliani, ganadora del Torneo de candidatas. En esta edición, la ajedrecista china defendió exitosamente su título.

## Torneo de Candidatas
El Torneo de Candidatas se desarrolló entre octubre y noviembre de 1992 en Shanghái. Participaron las seis primeras del Interzonal de Subotica de 1991 junto a Maia Chiburdanidze, ex campeona, y Alisa Marić, quien había perdido el desempate del Torneo de candidatas anterior. Además, la FIDE le otorgó una invitación a Zsuzsa Polgár, quien se había convertido en la primera Gran Maestra mediante resultados en comepticiones.
|   | Jugadora            | Rating | 1 | 2  | 3  | 4  | 5  | 6  | 7  | 8  | 9  | Pts. | TB    |
| - | ------------------- | ------ | - | -- | -- | -- | -- | -- | -- | -- | -- | ---- | ----- |
| 1 | Zsuzsa Polgár       | 2540   | – | 1½ | 1½ | 1  | 1½ | 1½ | 2  | 1½ | 2  | 12½  |       |
| 2 | Nana Ioseliani      | 2445   | ½ | –  | 1  | 1½ | 1½ | 2  | 0  | 2  | 1  | 9½   | 70.75 |
| 3 | Maia Chiburdanidze  | 2505   | ½ | 1  | –  | ½  | 1½ | 2  | 1½ | 1  | 1½ | 9½   | 68.75 |
| 4 | Alisa Marić         | 2390   | 1 | ½  | 1½ | –  | 1½ | 1  | 1½ | 1  | 0  | 8    |       |
| 5 | Qin Kanying         | 2315   | ½ | ½  | ½  | ½  | –  | ½  | 2  | 1½ | 2  | 8    |       |
| 6 | Irina Levitina      | 2415   | ½ | 0  | 0  | 1  | 1½ | –  | 1  | 1½ | 1  | 6½   |       |
| 7 | Peng Zhaoqin        | 2370   | 0 | 2  | ½  | ½  | 0  | 1  | –  | ½  | 1½ | 6    |       |
| 8 | Nona Gaprindashvili | 2435   | ½ | 0  | 1  | 1  | ½  | ½  | 1½ | –  | 1  | 6    |       |
| 9 | Wang Pin            | 2370   | 0 | 1  | ½  | 2  | 0  | 1  | ½  | 1  | –  | 6    |       |

Tras 9 rondas, Polgár se enfrentó en un encuentro a 8 partidas contra Ioseliani, quien avanzó por tener un mejor desempate. Tras las 8 partidas, ambas jugadoras se hallaron empatadas 4 a 4, por lo que se jugaron otras 4 partidas de desempate (primero 2 partidas y, ante la nueva igualdad, dos más). Como el encuentro seguía igualado, se realizó un sorteo para determinar quien enfrentaría a Xie, el cual fue ganado por Ioseliani.
|                | 1 | 2 | 3 | 4 | 5 | 6 | 7 | 8 | TB1 | TB2 | TB3 | TB4 | Total |
| -------------- | - | - | - | - | - | - | - | - | --- | --- | --- | --- | ----- |
| Zsuzsa Polgár  | 1 | 1 | ½ | ½ | ½ | 0 | ½ | 0 | 1   | 0   | 1   | 0   | 6     |
| Nana Ioseliani | 0 | 0 | ½ | ½ | ½ | 1 | ½ | 1 | 0   | 1   | 0   | 1   | 6     |

## Xie vs Ioseliani
El Campeonato del mundo se disputó mediante un encuentro a 16 partidas donde la primera jugadora en obtener 8½ puntos sería consagrada campeona.
|                | 1 | 2 | 3 | 4 | 5 | 6 | 7 | 8 | 9 | 10 | 11 | 12 | 13 | 14 | 15 | 16 | Total |
| -------------- | - | - | - | - | - | - | - | - | - | -- | -- | -- | -- | -- | -- | -- | ----- |
| Nana Ioseliani | 0 | 0 | ½ | 0 | 0 | 1 | 0 | ½ | 0 | ½  | 0  |    |    |    |    |    | 2½    |
| Xie Jun        | 1 | 1 | ½ | 1 | 1 | 0 | 1 | ½ | 1 | ½  | 1  |    |    |    |    |    | 8½    |